# دنیل کسادا
دنیل کسادا (اسپانیایی: Daniel Quesada‎؛ زادهٔ ۲۶ سپتامبر ۱۹۹۵) تکواندوکار اهل اسپانیا است.
وی در مسابقات کشوری و بین‌المللی در مجموع برندهٔ ۲ مدال برنز شده‌است.